# 森俊滋
森 俊滋（もり とししげ）は、江戸時代後期の大名、明治時代の華族。播磨国三日月藩の第9代（最後の）藩主、同藩初代（最後の）知藩事。官位は従五位下伊豆守、対馬守。

## 略歴
第8代藩主・森長国の次男として誕生した。幼名は松之助。天保4年（1833年）、もしくは天保6年（1835年）5月生まれと言われている。
妾腹の息子であったが、正室との間に生まれていた虎松丸が早世したため、天保14年（1843年）に世子となった。弘化4年（1847年）2月15日、第12代将軍・徳川家慶に拝謁する。嘉永元年（1848年）9月10日、父長国の隠居により跡を継ぐ。同年12月16日、従五位下・伊豆守に叙任する。
慶応4年（1868年）1月18日、上洛し、新政府支持の姿勢を示す。同年2月4日、新政府から二条城の守備を命じられる。明治2年（1869年）6月23日、版籍奉還により知藩事となり、明治4年（1871年）7月の廃藩置県で免官された。
明治12年（1879年）6月9日、三日月で死去した。法号は俊滋院殿光山日明大居士。墓所は兵庫県佐用郡佐用町東大畑の常勝院。

## 系譜
- 父：森長国（1810年 - 1857年）
- 母：林氏
- 妻：不詳
  - 長男：森長祥
  - 女子：伊代子 - 大田原一清正室
  - 女子：藤堂高義正室